# 黒岩比佐子
黒岩 比佐子（くろいわ ひさこ、1958年5月1日 - 2010年11月17日は、日本のノンフィクション作家。本名、清水比佐子。明治時代の文化人の研究・伝記執筆で複数の賞を受賞している。特に、火坂雅志とともに村井弦斎研究の第一人者とされており、村井の代表作『食道楽』が岩波文庫に収録された際には解説を担当した。

## 略歴
東京都生まれ。東京都立立川高等学校を経て、1981年、慶應義塾大学文学部（国文学専攻）卒。大学では武藤康史と同じゼミであった。大学卒業後、採用PR会社（〔株〕ユー・ピー・ユー）勤務。当時の職場仲間に田口ランディ（小説家）、入社同期には田柳恵美子（現公立はこだて未来大学教授）がいる。その後、フリーのライター・編集者となる。
2004年、『「食道楽」の人 村井弦斎』でサントリー学芸賞（社会・風俗部門）受賞。2008年、『編集者 国木田独歩の時代』で角川財団学芸賞を受賞。
2010年11月17日、すい臓がんのため東京都中央区の病院で死去。52歳没。
没後の2011年、『パンとペン　社会主義者・堺利彦と「売文社」の闘い』で第62回読売文学賞（評論・伝記部門）を受賞した。2011年9月3日から11月6日まで小樽文学館で追悼展が開催された。

## 人物
（主に明治の）古本好きとしても知られ、ブログでは古書展などで入手した古本が紹介されている。著書には、収集した「資料」の内容が、大きく反映されている。
中学から始めた軟式テニスでは、高校時代に軟式テニス部の部長を務めた。大学時代には東京六大学ソフトテニス連盟選手権大会で慶應大学の女子ダブルス代表として第一回大会（1978年）から3年連続優勝の実績を持つ。

## 著書

### 単著
- 『音のない記憶 ろうあの天才写真家井上孝治の生涯』文藝春秋、1999年、ISBN 978-4163557304
  - 『音のない記憶 ろうあの写真家 井上孝治』角川ソフィア文庫、2009年、ISBN 978-4044094027
  - 『音のない記憶 ろうあの写真家 井上孝治』コミー出版、2018年、ISBN 978-4990895914
- 『伝書鳩 もうひとつのIT』文春新書、2000年、ISBN 978-4166601424
- 『『食道楽』の人 村井弦斎』岩波書店、2004年、ISBN 978-4000233941
- 『日露戦争 勝利のあとの誤算』文春新書、2005年、ISBN 978-4166604739
- 『編集者国木田独歩の時代』角川選書、2007年、ISBN 978-4047034174
- 『食育のススメ』文春新書、2007年、ISBN 978-4166606122
- 『歴史のかげにグルメあり』文春新書、2008年、ISBN 978-4166606504
  - 『歴史のかげに美食あり 日本饗宴外交史』講談社学術文庫、2019年、ISBN 978-4062924764
- 『明治のお嬢さま』角川選書、2008年、ISBN 978-4047034419
- 『古書の森逍遥 明治・大正・昭和の愛しき雑書たち』工作舎、2010年、ISBN 978-4-87502-430-9
- 『パンとペン 社会主義者・堺利彦と「売文社」の闘い』講談社、2010年、ISBN 978-4062164474
  - 『パンとペン 社会主義者・堺利彦と「売文社」の闘い』講談社文庫、2013年、ISBN 978-4062776615
- 『忘れえぬ声を聴く』[注釈 1]幻戯書房、2014年、ISBN 978-4864880428

### 共著
- 『津村重光の本 ある団塊世代半世紀の軌跡』（津村重光共著,芥川仁編・写真）鉱脈社、2002年、ISBN 978-4860610081
- 『戦争絶滅へ、人間復活へ 九三歳・ジャーナリストの発言』（むのたけじ著,聞き手:黒岩比佐子）岩波新書、2008年、ISBN 978-4004311409